# Station Habsheim
Station Habsheim is een spoorwegstation in de Franse gemeente Habsheim.

## Treindienst
| Serie     | Treinsoort | Route                                 | Bijzonderheden |
| --------- | ---------- | ------------------------------------- | -------------- |
| TER 96100 | TER (SNCF) | Mulhouse-Ville – Habsheim – Basel SBB | S-Bahn Basel   |